# Công viên Monceau

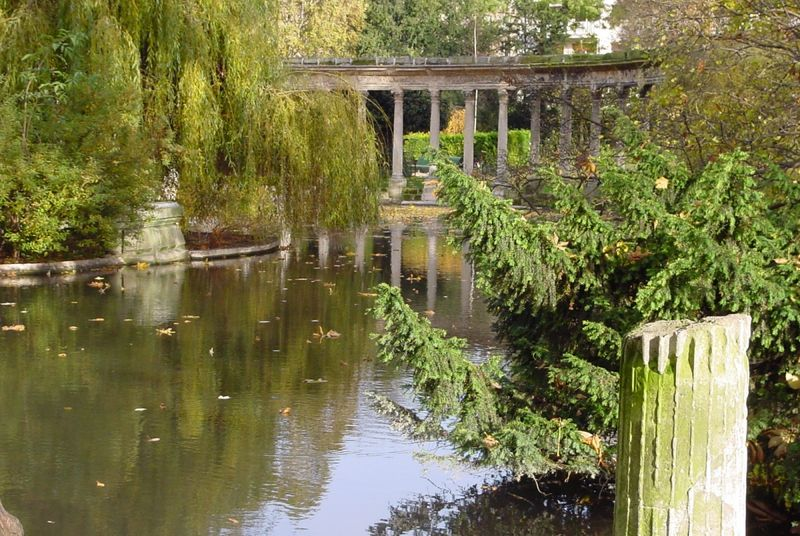
Vườn hồng với hàng cột Hy Lạp

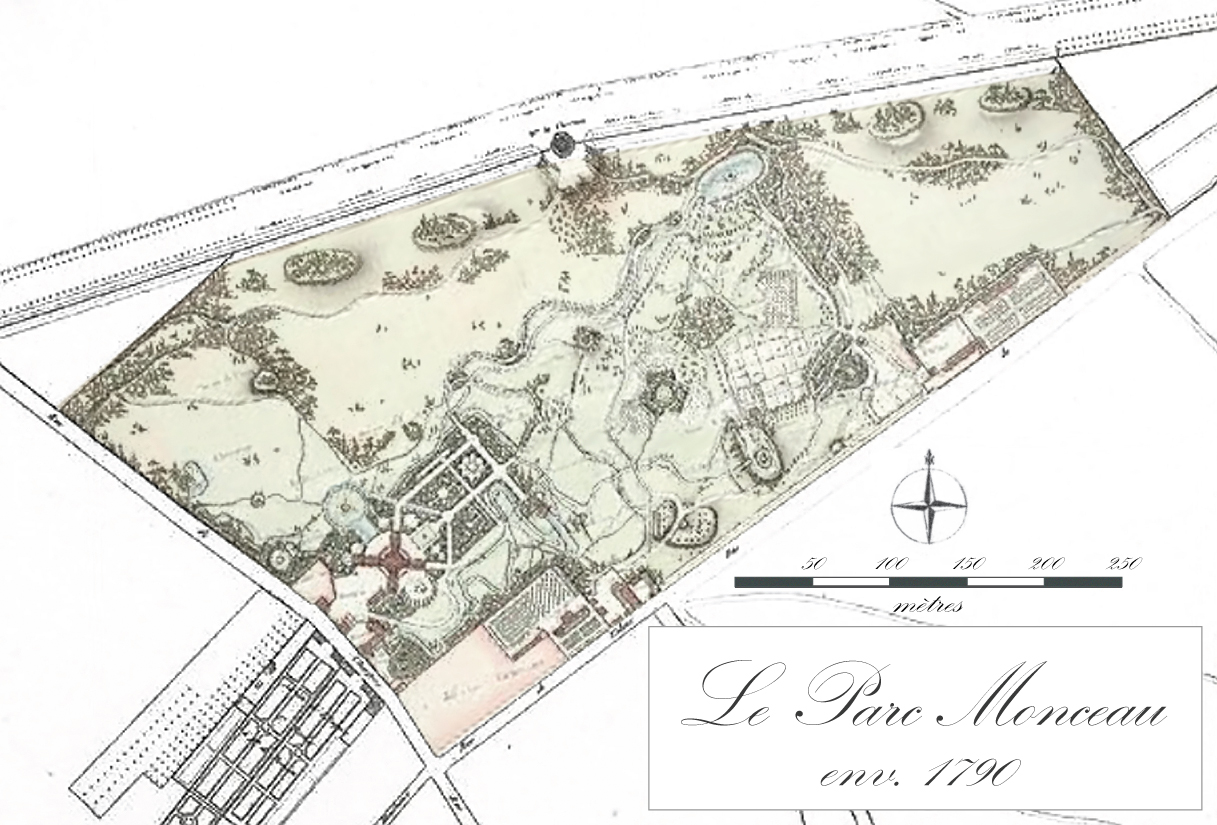

Monceau là một công viên nằm ở Quận 8 thành phố Paris. Là khu vườn được tạo ra từ thế kỷ 18, công viên Monceau có diện tích 8,2 hecta, nằm ở phía Tây-Bắc thành phố, không xa quảng trường Étoile.
| Métro Paris | Bến tàu điện ngầm: Monceau |

## Công viên Monceau
Nằm cạnh đại lộ Courcelles, cổng vào chính của công viên mở ra đại lộ, là nơi có đình tròn. Lối đi Jacques-Garnerin tạo thành một vòng nhỏ trong công viên. Còn đại lộ Ferdousi và lối Comtesse de Ségur xuyên qua công viên theo hướng Bắc-Nam và Đông Tây. Khác với các công viên và khu vườn lớn của Paris, Monceau không có nhiều công trình lớn. Ngoài đình tròn ở cổng, cạnh hồ còn có vườn hồng với một hàng cột kiểu Hy Lạp. Công viên Monceau cũng không có nhiều khách du lịch mà chủ yếu dành cho người dân Paris và cộng đồng người Nga do nhà thờ Chính thống giáo Alexandre Nevsky gần đấy.
Nhưng cũng giống các khu vườn khác, công viên Monceau được trang bị sóng Internet không dây và nhiều bức tượng được đặt rải rác. Có thể kể đến các bức tượng Guy de Maupassant, Frédéric Chopin, Charles Gounod, Ambroise Thomas, Édouard Pailleron... Monceau còn có một vài cây lâu năm (từ 1853) hay đặc biệt cao (30 mét). Nhà văn Marcel Proust trước kia thường đi dạo trong công viên. Monceau cũng từng là đề tài sáng tác của họa sĩ Claude Monet.

## Lịch sử

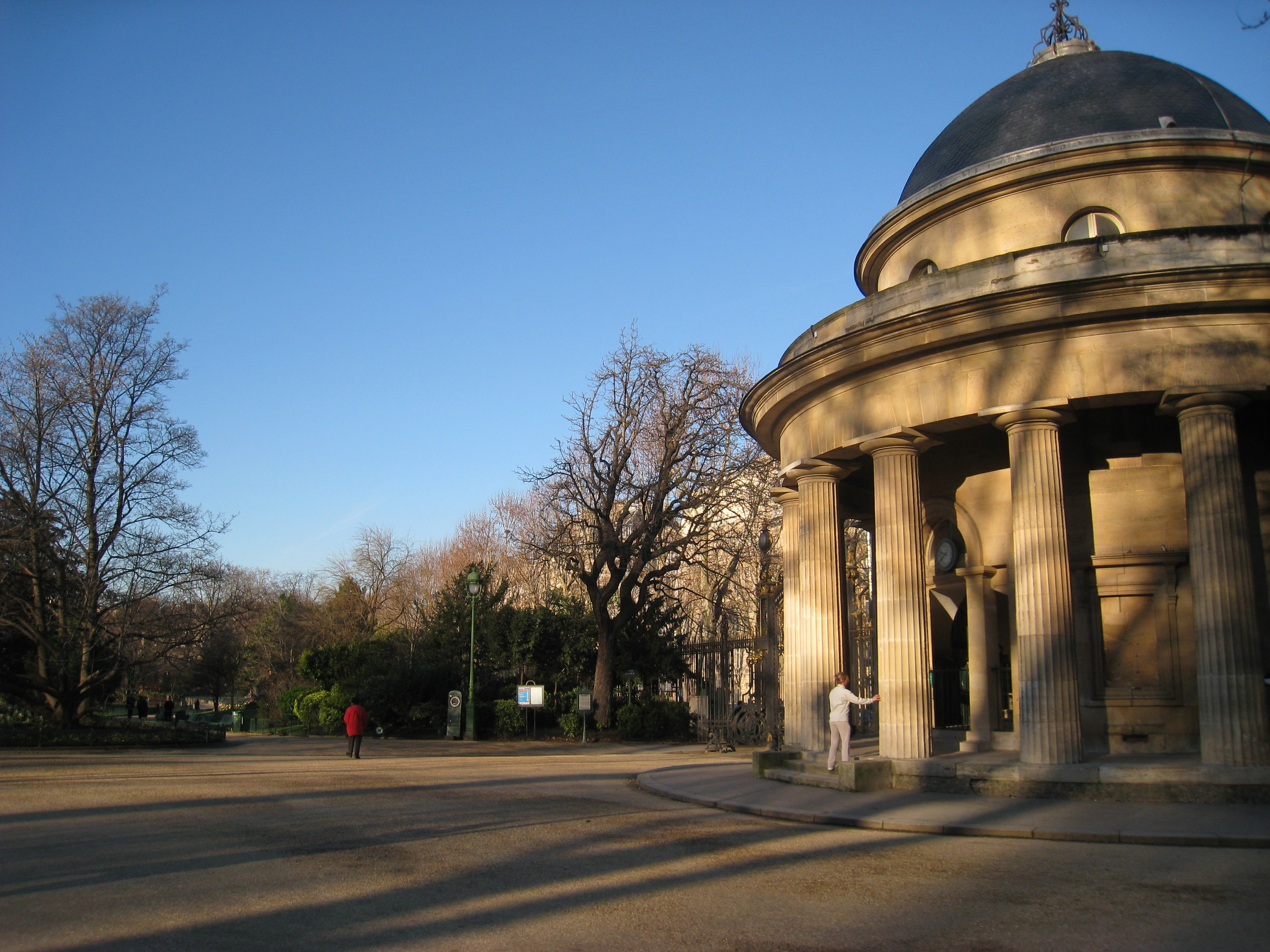
Đình tròn ở cổng chính

Năm 1769, công tước Chartres Louis Philippe mua một khu đất và xây công trình "Folie de Chartres", bao quanh đó là một khu vườn kiểu Pháp. Một thời gian sau, khu vườn còn được nghệ sĩ thiết kế phong cảnh Carmontelle bố trí lại với một phong cách độc nhất và hơi điên rồ.
Ở đây có sự hiện diện của các công trình nhỏ nhiều phong cách và nhiều thời kỳ: một ngôi đền thờ thần Mars, một lâu đài lối Gothic, tháp của nhà thờ Hồi giáo, cối xay gió Hà Lan, kim tự tháp Ai Cập, chùa Trung Hoa, lều Tatar và cả một vài công trình nhỏ quái dị. Nơi đây trở thành một khu vườn kiểu Anh-Trung Hoa. Một vài con kênh cũng được đào trong khu vườn. Bể nước bao quanh bởi các cây cột kiểu Corinth mà Carmontelle đã lấy cảm hứng từ các ngôi mộ trong nhà thờ Saint-Denis.
Cho tới năm 1787, khu bức tường Thuế quan kiểm soát hàng hóa vào Paris được xây dựng thì khu vườn bị bắt cụt. Đình tròn, mang tên "Pavillon de Chartres", được dành cho đội tuần phòng, vị trí đại lộ Courcelles ngày nay. Năm 1793, khu vườn có thêm một nhà kính, một vườn mùa đông cùng các lối di mới.
Vào thời kỳ Cách mạng Pháp, khu vườn Monceau trở thành tài sản quốc gia, nhưng sau đó lại được trả về cho gia đình Orléans. Đến năm 1852 thì nhà nước mua lại khu vườn. Diện mạo của vườn thực sự thay đổi. Nhà tài chính Pereire cho xây dựng nhiều dinh thự ở các phía Đông, Nam và Tây, ngày nay là các bảo tàng Cernuschi về nghệ thuật châu Á và Nissim-de-Camondo với tranh và các đồ nghệ thuật.
Cho tới thời Đệ nhị đế chế, Paris được Nam tước Georges Eugène Haussmann cải tạo lại, công viên Monceau cũng được thay đổi. Kỹ sư Jean-Charles Alphand và kiến trúc sư Gabriel Davioud cùng nhà làm vườn Jean-Pierre Barillet-Deschamps giúp công viên có được bộ mặt như ngày nay. Năm 1861, Napoléon III khánh thành công viên Monceau.

## Hình ảnh

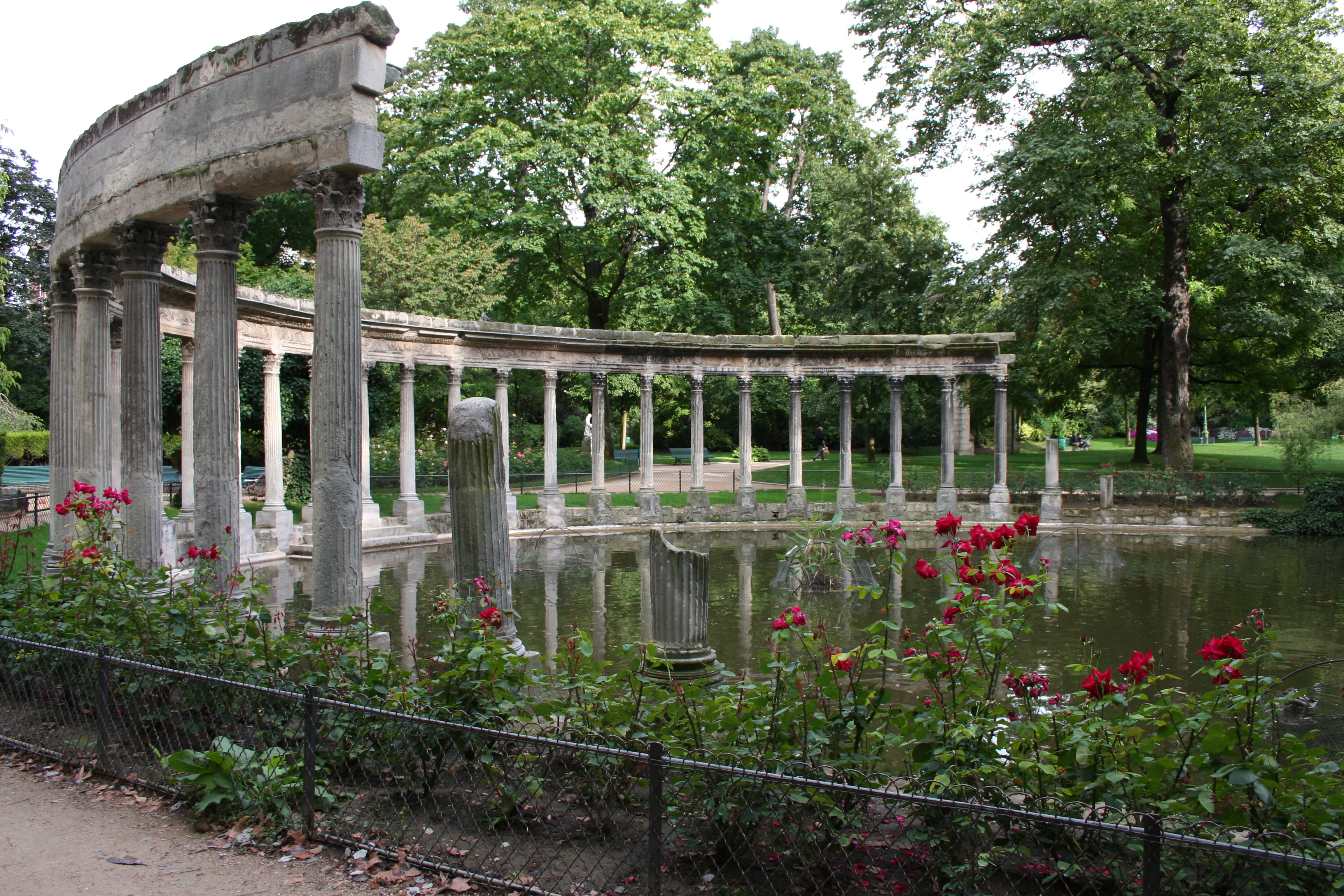
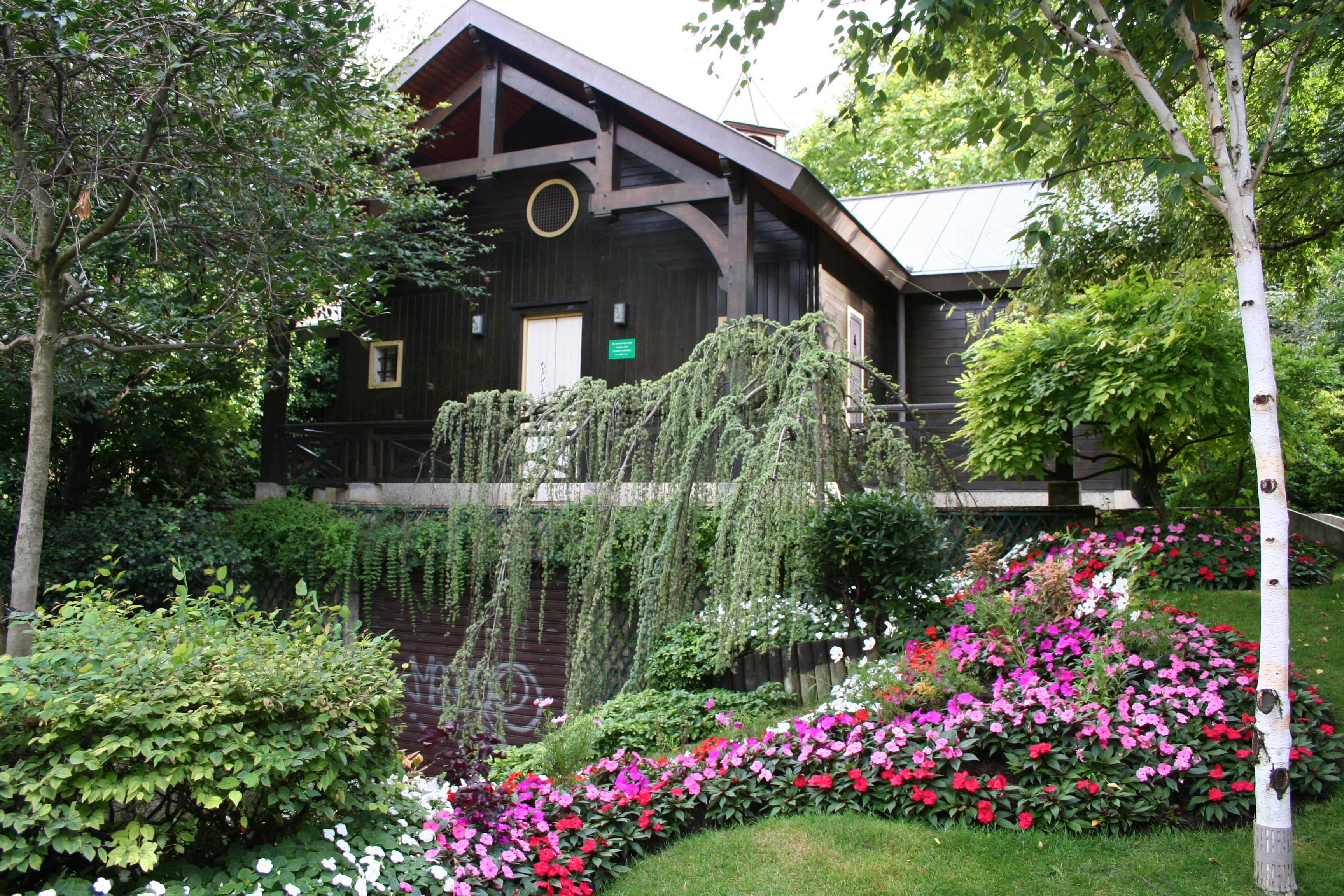
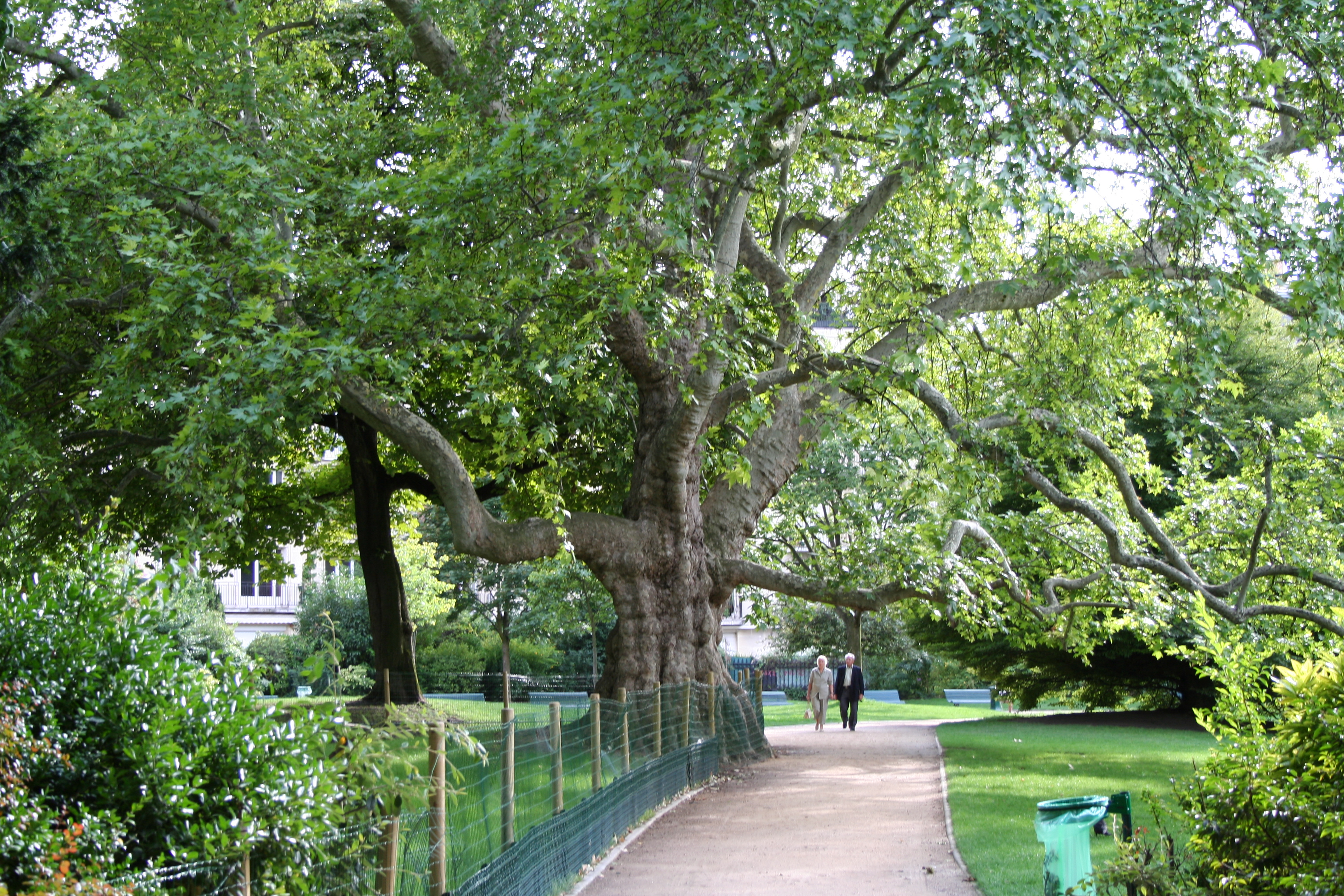
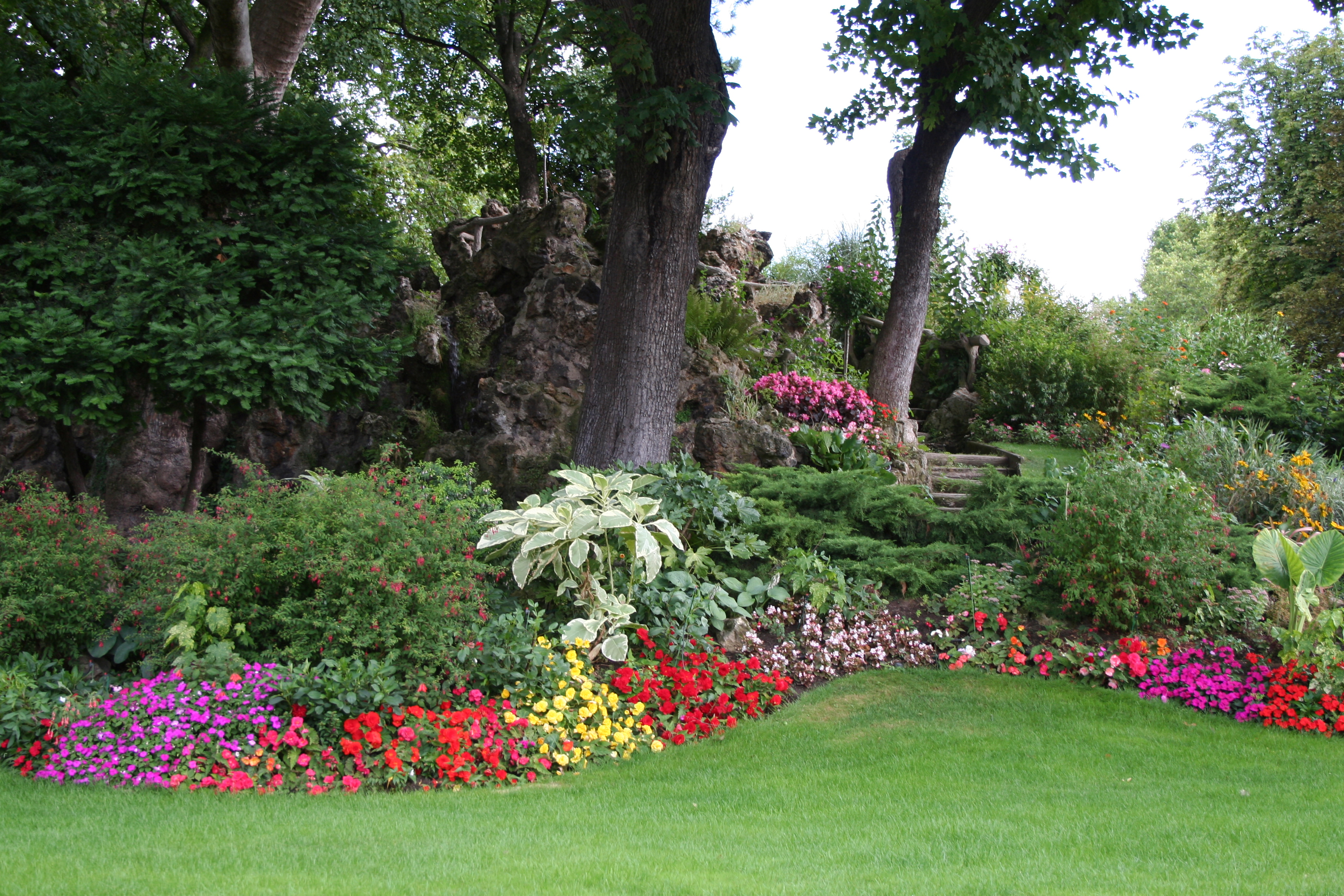
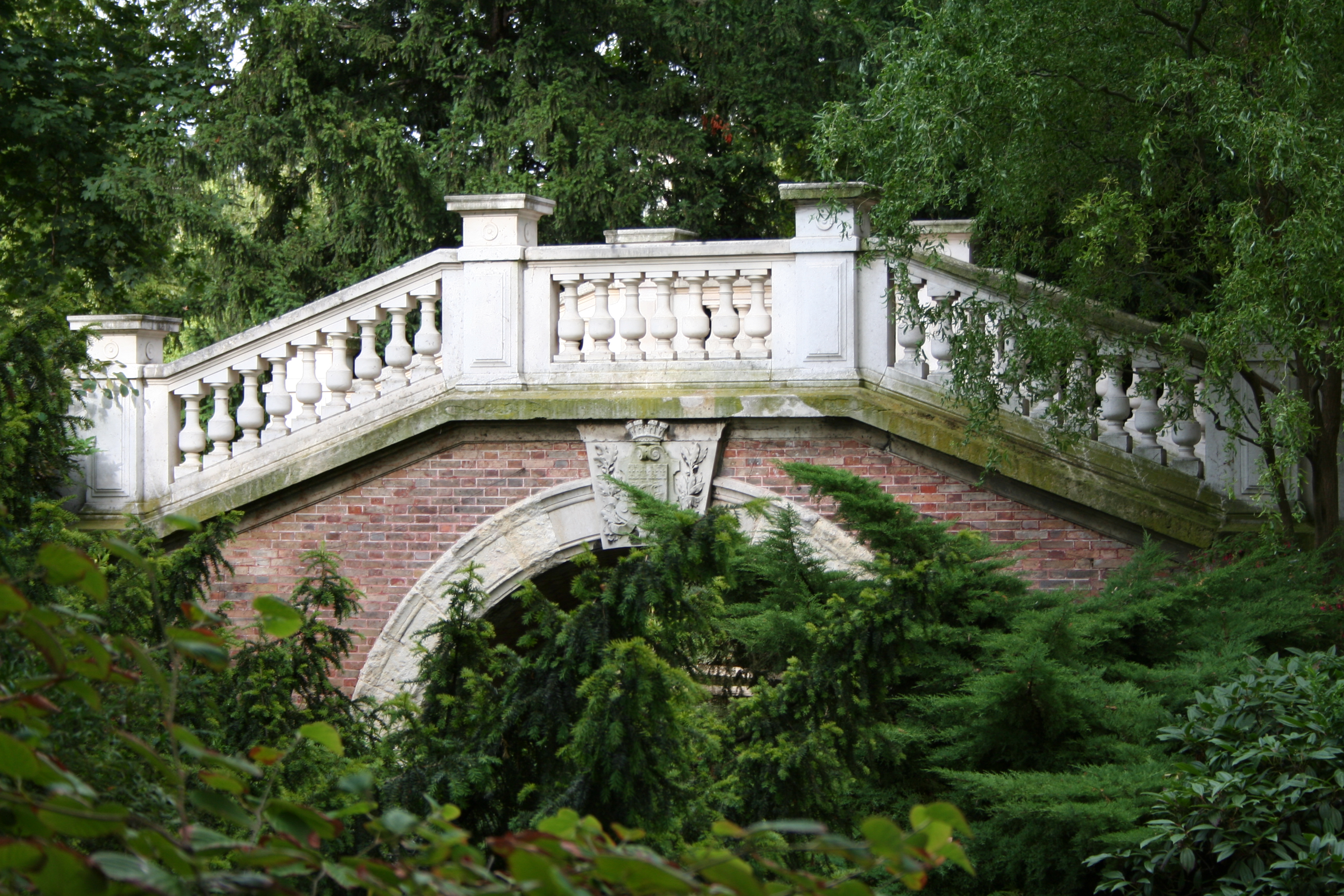
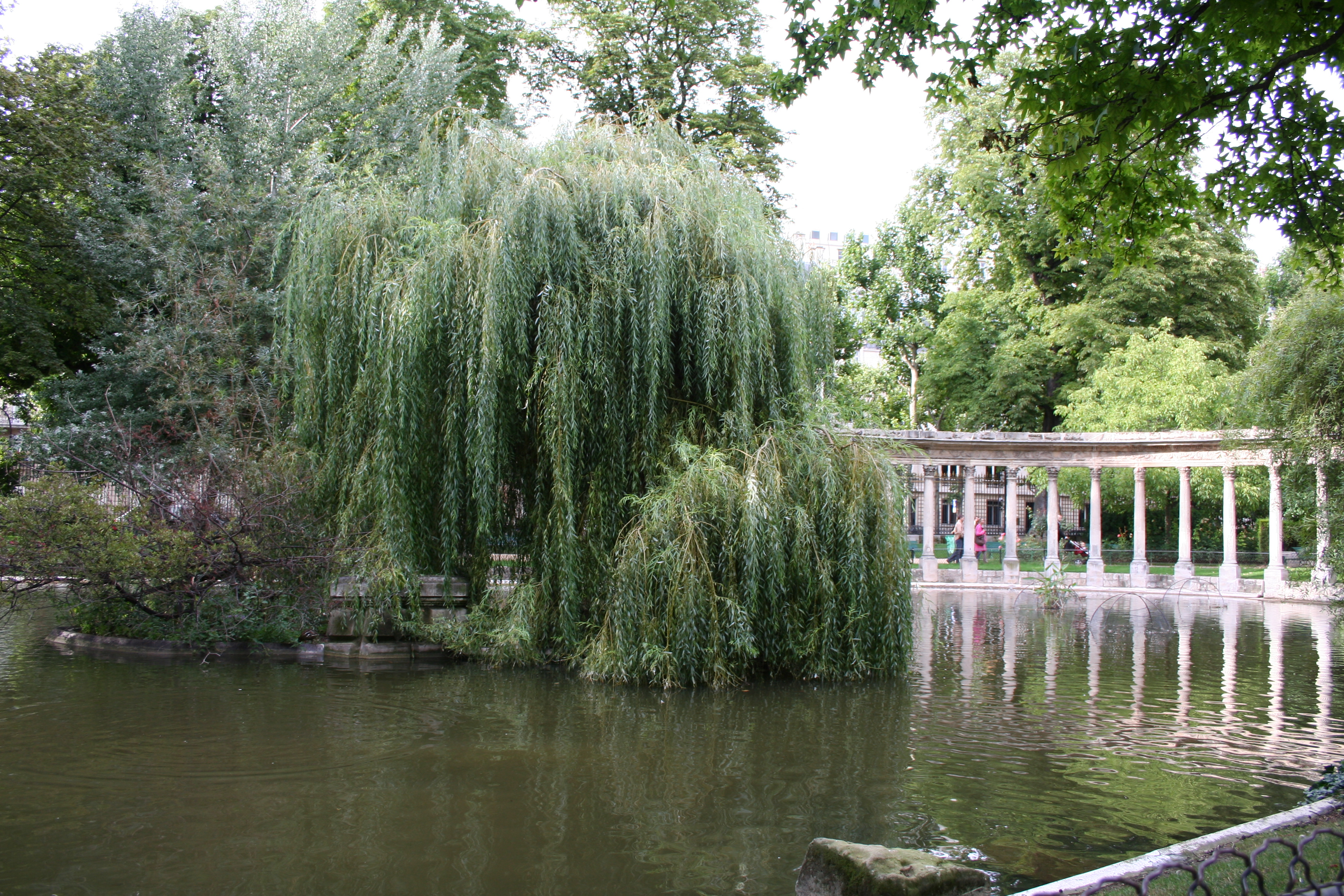
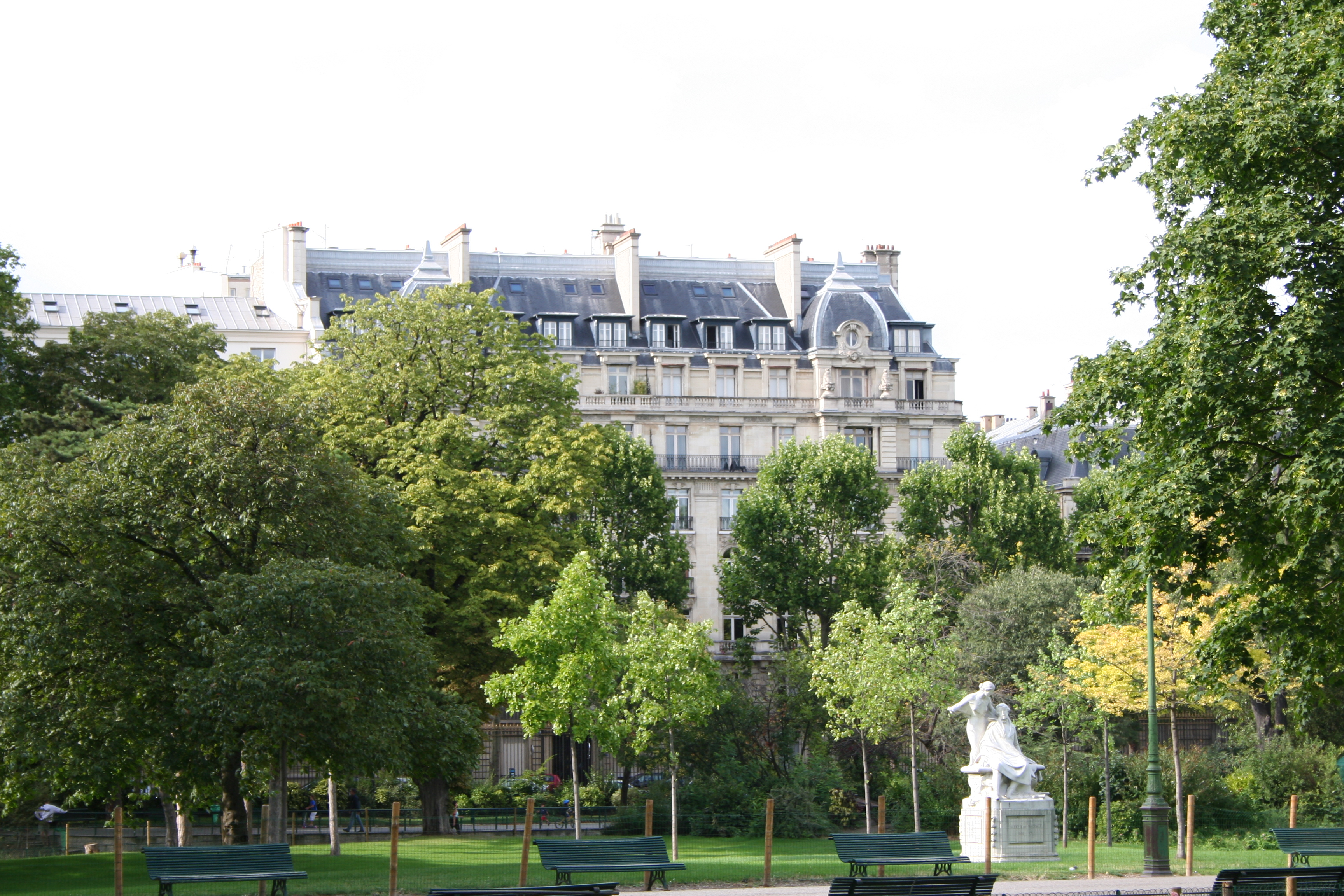